# Darwin!
| Recensione    | Giudizio |
| ------------- | -------- |
| AllMusic      |          |
| Metallized.it | 90/100   |

Darwin! è il secondo album in studio del gruppo musicale italiano Banco del Mutuo Soccorso, pubblicato nel 1972 dalla Ricordi.
L'album è presente alla posizione numero 92 nella classifica dei 100 dischi italiani più belli secondo Rolling Stone Italia.

## Descrizione
Il titolo è un omaggio al biologo inglese Charles Darwin e si tratta di un concept album incentrato sul tema dell'evoluzione della vita sulla Terra. L'album ricrea atmosfere primordiali, con chitarra, sintetizzatori, organo e pianoforte, descrivendo musicalmente una danza di dinosauri o un ballo tribale. L'ambiente è quello preistorico e l'interpretazione si fonda sulle teorie evoluzionistiche della specie umana di Darwin stesso. La copertina di Cesare Montalbetti raffigura un orologio a cipolla.
Nel 1991 il gruppo ha inciso nuovamente l'album sotto la supervisione artistica di Vittorio Nocenzi, pubblicandolo nello stesso anno attraverso la Virgin Records.
In occasione dei quarant'anni dalla sua uscita, nel 2013 è nato il progetto Darwin l'evoluzione? che ha portato in scena 145 artisti da tutta Italia con una rock opera ispirata alla preistoria, usando come colonna sonora l'album originale.

## Tracce
Testi di Francesco Di Giacomo e Vittorio Nocenzi, musiche di Vittorio Nocenzi.
Edizione del 1972
- Lato A

1. L'evoluzione – 14:03
2. La conquista della posizione eretta – 8:35

- Lato B

1. Danza dei grandi rettili – 3:45
2. Cento mani e cento occhi – 5:27
3. 750.000 anni fa...l'amore? – 5:41
4. Miserere alla storia – 6:01
5. Ed ora io domando tempo al tempo ed egli mi risponde...non ne ho! – 3:31

Edizione del 1991
1. L'evoluzione – 17:00
2. La conquista della posizione eretta – 10:00
3. Danza dei grandi rettili – 4:05
4. Cento mani, cento occhi – 5:58
5. 750.000 anni fa... l'amore? – 8:00
6. Miserere alla storia – 6:18
7. Ed ora io domando tempo al tempo (ed egli mi risponde: non ne ho!) – 3:24

Live + Inedito – CD bonus nella riedizione del 2013
1. L'evoluzione – 16:38
2. La conquista della posizione eretta – 11:28
3. Danza dei grandi rettili – 5:02
4. Cento mani e cento occhi – 6:54
5. 750.000 anni fa... l'amore? – 6:49
6. Miserere alla storia – 6:29
7. Ed ora io domando tempo al tempo ed egli mi risponde... non ne ho! – 4:39
8. Imago mundi (con Franco Battiato) – 4:27

## Formazione
- Vittorio Nocenzi – organo, clavicembalo, sintetizzatore
- Gianni Nocenzi – pianoforte, ottavino
- Marcello Todaro – chitarra elettrica, chitarra acustica
- Renato D'Angelo – basso elettrico contrabbasso
- Pierluigi Calderoni – batteria, timpani
- Francesco Di Giacomo – voce

## Classifiche
Album
| Anno | Classifica              | Posizione raggiunta |
| ---- | ----------------------- | ------------------- |
| 1973 | Hit parade Italia Album | 7                   |